# 安西英美
安西 英美（あんざい ひでみ、1月6日 - ）は、日本の女性声優。青二プロダクション所属。神奈川県出身。

## 人物
青二塾東京校25期生。
特技はピアノ演奏。
全珠連珠算検定1級の資格を持つ。その他の資格は電卓実務検定2級、ワープロ実務検定1級。

## 出演
太字はメインキャラクター。

### テレビアニメ
2006年
- 出ましたっ!パワパフガールズZ（生徒）
- 貧乏姉妹物語（日直の男の子、越後屋の使用人）

2007年
- ゲゲゲの鬼太郎（第5作）（2007年 - 2008年、少女、子供）
- ちびまる子ちゃん（2007年 - 2008年、女子A、奥様C）
- はたらキッズ マイハム組（クラスメイト）
- モノノ怪 「化猫」（乗客）
- レ・ミゼラブル 少女コゼット（母親）

2008年
- ねぎぼうずのあさたろう（仲居）
- 墓場鬼太郎（子供、老婆、級友、客）
- ロボディーズ -RoboDz- 風雲篇（街のロボディーズ、エカチェリーナ）

2009年
- ONE PIECE（2009年 - 2010年、女戦士、女形）

2011年
- Persona4 the ANIMATION（2011年 - 2012年、南勇太）

2015年
- ドラえもん（テレビ朝日版第2期）（女の子B）

### OVA
2004年
- 大YAMATO零号（ダイ）

2009年
- レッツゴー!トミカボーイズ（ゴウタくん）

2010年
- レッツゴー!トミカボーイズF5（ゴウタくん、ハイパーレスキューの一般隊員）

### 劇場アニメ
2006年
- 永遠の法

2007年
- ONE PIECE エピソードオブアラバスタ 砂漠の王女と海賊たち

2009年
- ホッタラケの島 〜遥と魔法の鏡〜

### Webアニメ
2015年
- 聖闘士星矢 黄金魂 -soul of gold-（弟 / ヘレナの弟）

### ゲーム
2006年
- みんなで鍛える全脳トレーニング（ラムネ）

2007年
- DEAR My SUN!!〜ムスコ★育成★狂騒曲〜（剛徳寺大地 / 子供）
- バトルファンタジア（ウルス）

2008年
- 三國志Online
- drastic Killer
- ルーンファクトリー2（レイ、オルファス）

2015年
- 英雄伝説 空の軌跡 FC Evolution（クラム）
- けものフレンズ（エゾオオカミ、ウグイス、インドサイ、ジャージー、ロバ）

2016年
- イースVIII（レーヤ、大地神マイア）

2019年
- かくりよの門 -朧-（フレイ、お菊）

2023年
- ヒラヒラヒヒル（辻菊栄）

### 吹き替え
- ホロコースト -アドルフ・ヒトラーの洗礼-

### ラジオ
- プラス+プラス（超!A&G+、2008年9月30日 - 2009年9月28日）

### ラジオドラマ
- VOMIC アイスエイジ（乾卓也）
- 青山二丁目劇場「そう、人は外見ではない」（結城ミキ）

### ナレーション
- サタちゃん SATURDAY MIDNIGHT CHANNEL
- 日経スペシャル ガイアの夜明け
- アワー・フェイバリット・ソング  私が「エイリアンズ」を愛する理由（2021年5月1日、BSフジ[8]）

### 舞台
- 劇団大富豪第5回公演 「ETERNAL BLUE」（2008年9月25日‐28日、浅草橋アドリブ小劇場）

### その他
- 声優チャット
- デザインあ「デザイン問答」（坊やの声）